# Waldemar Tkaczyk
Waldemar Adam Tkaczyk (ur. 18 maja 1954 w Mławie) – polski muzyk rockowy, basista, gitarzysta, perkusista, kompozytor, autor tekstów.

## Życiorys
Jest synem elektryka i gospodyni domowej. Ma dwie starsze siostry, Ewę i Grażynę. Ukończył policealne technikum budowlane w Ciechanowie (specjalizacja wodno-sanitarna), po czym podjął studia pedagogiczne na Uniwersytecie Gdańskim.
Karierę muzyczną zaczynał od gry w lokalnych zespołach amatorskich. Razem z Grzegorzem Skawińskim, którego poznał w trakcie nauki w szkole średniej, współtworzył mławski Kameleon i trójmiejski Horoskop, w którym znalazł się także perkusista Jan Pluta. Od roku 1975 muzycy Horoskopu dołączyli do zespołu Akcenty Sławomira Łosowskiego, przekształconego w 1976 w grupę Kombi, dla której Tkaczyk skomponował kilka utworów i pisał teksty. Najbardziej znane utwory, które współtworzył to m.in.: „Kochać cię – za późno” i „Nietykalni – skamieniałe zło”. Ponadto był kompozytorem lub wyłącznym autorem przebojów takich jak: „Nasze randez-vous”, „Linia życia” czy „Nie ma zysku”. Będąc jeszcze członkiem Kombi, w 1989 wsparł Grzegorza Skawińskiego w nagraniu jego pierwszej solowej płyty zatytułowanej po prostu Skawiński. W 1992 wspólnie ze Skawińskim podjął decyzję o odejściu z zespołu na rzecz ich nowego wspólnego projektu muzycznego o nazwie Skawalker, który następnie w 1994 przekształcił się w O.N.A. po dołączeniu do zespołu wokalistki Agnieszki Chylińskiej. Zespołowi O.N.A. napisał m.in. tekst do utworu „Znalazłam”. 
W 2000 roku brał udział w nagraniu ścieżki dźwiękowej do filmu Ostatnia misja. Ścieżka ukazała się również w formie albumu CD nakładem Sony Music, a jej głównym autorem był Grzegorz Skawiński. Po rozpadzie O.N.A. w 2003, Skawiński i Tkaczyk pojawili się w programie Szansa na sukces ze Sławomirem Łosowskim i Janem Plutą w ramach odcinka poświęconego twórczości zespołu Kombi. Zespół w tym składzie miał wznowić swoją działalność, lecz ostatecznie muzycy odcięli się od Sławomira Łosowskiego i utworzyli grupę Kombii, zaś Łosowski w 2004 utworzył zespół o nazwie Kombi Łosowski (funkcjonujący początkowo pod nazwą Łosowski). Kombii odniosło sukces komercyjny, zdobywając nagrody za sprzedaż albumu C.D. – w tym podwójną platynową płytę. Na tym albumie pojawiły się kolejne utwory autorstwa Tkaczyka. W kolejnych latach zespół regularnie koncertował i wydawał kolejne albumy. W 2012 Tkaczyk po raz ostatni wspomógł Skawińskiego przy jego solowej płycie pt. Me and My Guitar.

## Życie prywatne

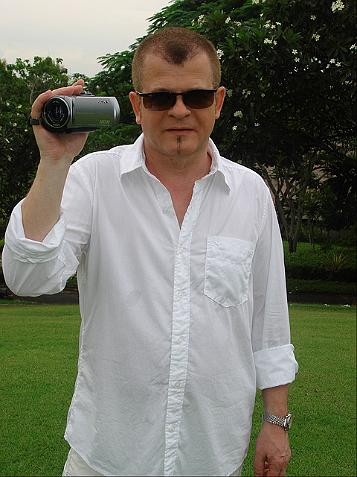
Waldemar Tkaczyk (2007)

Mieszka w Sopocie. Żonaty. Jego syn Adam od 2009 występuje z nim w zespole Kombii. Jego córka Anna gra na perkusji i również rozpoczyna karierę muzyczną. Młodszy syn Robert jest przedsiębiorcą.

## Filmografia
- Ostatnia misja (2000, ścieżka dźwiękowa)
- Tancerze, odc. Wszystko Albo Nic (2009, jako on sam)[18]